# یان واینانتس
یان واینانتس (انگلیسی: Jan Wijnants؛ زادهٔ ۸ سپتامبر ۱۹۵۸) دوچرخه‌سوار اهل بلژیک است.